# Sonny with a Chance (soundtrack)
Sonny with a Chance je soundtrack k americkému stejnojmennému seriálu, který v Česku vysílá stanice Disney Channel pod názvem Sonny ve velkém světě.

## Hlavní písně
| Číslo | Název                  | Interpret (postava)                                   | Délka | V které epizodě byl slyšet                |
| ----- | ---------------------- | ----------------------------------------------------- | ----- | ----------------------------------------- |
| 1     | "Me, Myself And Time"  | Demi Lovato (Sonny Munroeová)                         | 3:47  | "Sonny má píseň"                          |
| 2     | "Hanging"              | Sterling Knight (Chad Dylan Cooper)                   | 2:58  |                                           |
| 3     | "Kiss Me"              | Tiffany Thornton (Tawny Hartová)                      | 3:34  |                                           |
| 4     | "What to Do"           | Demi Lovato (Sonny Munroeová)                         | 3:03  | "Nová holka"                              |
| 5     | "How We Do This"       | Sterling Knight (Chad Dylan Cooper)                   | 2:52  |                                           |
| 6     | "Work of Art"          | Demi Lovato (Sonny Munroeová)                         | 2:56  | "Halloweenský speciál "Náhod""            |
| 7     | "Come Down with Love"  | Allstars Weekend (Allstars Weekend)                   | 3:05  | "Halloweenský speciál "Náhod""            |
| 8     | "Sure Feels Like Love" | Tiffany Thornton (Tawny Hartová)                      | 3:43  |                                           |
| 9     | "So Far, So Great"     | Demi Lovato (Sonny Munroeová)                         | 2:14  | Úvodní píseň, zní vždy na začátku epizody |
| 10    | "Sing My Song For You" | Demi Lovato a Joe Jonas (Sonny Munroeová a Joe Jonas) | 1:50  | "Vánoční speciál "Náhod""                 |

## Vedlejší písně
- bývají zpravidla přeloženy do češtiny.
| Název (český název)               | Postava v Sonny ve velkém světě                 | V které epizodě byl slyšet     |
| --------------------------------- | ----------------------------------------------- | ------------------------------ |
| "Stop SPS (Stop SUD)"             | Náhody + Chad Dylan Cooper                      | "Džínový pochod"               |
| "High School Miserable (Střední)" | Náhody                                          | "Muzikál ze střední"           |
| "Candy Face (Melouňák)"           | Náhody, Mackenziho vodopády a paní Bottermanová | "Legenda o Melouňákovi"        |
| "Making Babies Cry "              | zpívá Nico Harris                               | "Halloweenský speciál "Náhod"" |